# ピエール・クロソウスキー
ピエール・クロソウスキー（クロソフスキー、Pierre Klossowski フランス語: [klɔsɔfski] 発音, 1905年8月9日 - 2001年8月12日）は、フランスの小説家、画家、思想家、翻訳者。

## 略歴
パリ生まれ。父母共に画家。 ポーランド貴族出身。1908年、後に画家となる実弟バルテュスが生まれる。1914年に第一次世界大戦を避け、一家そろってジュネーヴへ移住。このとき母は、詩人リルケと親しく交際する。クロソウスキーは、リルケの知己だった作家アンドレ・ジッドの秘書を務めながら勉学にいそしんだ。
1930年、リヨン大学で神学を学ぶ。1936年、ジョルジュ・バタイユ、ロジェ・カイヨワ、アレクサンドル・コジェーヴらの参加していた団体「コレージュ・ド・ソシオロジー」に参加。第二次大戦の終わりまで修道院生活を送るが、のちに放棄。
1950年、La Vocation suspendue で小説家としてデビュー。1953年、小説『ロベルトは今夜』を発表。1964年のウェルギリウス『アエネイス』の翻訳は、ラテン語逐語訳のため賛否両論となる。同年、ジル・ドゥルーズ主催のニーチェ会議にミシェル・フーコーやカール・レーヴィットらと共に出席して発表を行なう。1965年、『バフォメット』を発表。この小説はドゥルーズにより詳細に論評され、ピエール・ド・マンディアルグからはクロソウスキーの最高傑作と評される。1966年、ロベール・ブレッソン監督の映画『バルタザールどこへ行く』に出演。1968年、ピエール・ズッカ監督の映画『ロベルトは今夜』を制作。クロソウスキー夫妻が主演している。1969年、評論集『ニーチェと悪循環』を発表。
1972年、スリジー・ラ・サルでの討論会「ニーチェは、今日?」に出席。彼の他に、ドゥルーズ、ジャン・フランソワ・リオタール、ジャック・デリダ、ラクー＝ラバルト、ジャン＝リュック・ナンシーらが出席した。討論会のテーマ「ニーチェは、今日?」は、クロソウスキーの小説『ロベルトは今夜』にちなんだものである。これ以降、絵画を中心に活動するようになる。ジッドに『贋金づくり』の挿絵を頼まれたが、その独特の画風ゆえに、ジッドに断られた。
マルキ・ド・サドやニーチェの研究家として知られている。その思想には、評論『ニーチェと悪循環』などのように独特の「シミュラクル」の概念があり、この概念はドゥルーズに影響を与えた。翻訳家としては、サドやベンヤミン、ニーチェ、ウィトゲンシュタインらの著作を手がけた。
2001年、パリにて死去。

## 主な著書

### 小説
- La Vocation suspendue（1950）
- Roberte ce soir（1953）　
  - 『ロベルトは今夜』 遠藤周作・若林真共訳、河出書房新社、1960年、河出ペーパーバックス、1962年
    - 『ロベルトは今夜』 河出文庫、2006年。改訳単行版（若林真訳）は下記『歓待の掟』に収録
- Le Baphomet（1965）　
  - 『肉の影』 小島俊明訳、桃源社、1967年 / 『バフォメット』 小島俊明訳、ペヨトル工房、1985年。浅田彰解説
- Les Lois de l'hospitalité（1965）　
  - 『歓待の掟』 永井旦訳、河出書房新社、1987年 - 『ロベルトは今夜』三部作の完訳。

### 評論
- Sade mon prochain（1947）　
  - 『わが隣人サド』 豊崎光一訳、晶文社、1969年
- Le Bain de Diane,（1956）　
  - 『ディアーナの水浴』 宮川淳・豊崎光一訳　美術出版社、1974年 / 水声社、2002年
- Un si funeste désir（1963）　
  - 『かくも不吉な欲望』 小島俊明訳、現代思潮社、1977年
  - 『かくも不吉な欲望』 松本潤一郎・大森晋輔訳、河出文庫、2008年
- Origines cultuelles et mythiques d'un certain comportement des Dames romaines（1968）　
  - 『ローマの貴婦人―ある種の行動の祭祀的にして神話的な起源』 千葉文夫訳、哲学書房、1989年
    - 新版『古代ローマの女たち―ある種の行動の祭祀的にして神話的な起源』 平凡社〈平凡社ライブラリー〉、2006年
- Nietzsche et le cercle vicieux（1969）　
  - 『ニーチェと悪循環』 兼子正勝訳、哲学書房、1989年 / 筑摩書房〈ちくま学芸文庫〉、2004年
- La Monnaie vivante（1970）　
  - 『生きた貨幣』 兼子正勝訳、青土社、2000年
- La Ressemblance（1984）　
  - 『ルサンブランス』 清水正・豊崎光一共訳、ペヨトル工房、1992年
- 「悪循環」林好雄訳 - 『ニーチェは今日?』所収、本間邦雄・森本和夫共訳、ちくま学芸文庫、2002年
ジャン・フランソワ・リオタール、ジル・ドゥルーズ、ジャック・デリダ共著

### 画集
- 『クロソフスキー画集』 ジャック・アンリク編・解説、小倉正史訳、リブロポート、1991年
- 『クロソフスキー画集』 ペヨトル工房、1998年。図録

### 評伝研究
- 大森晋輔 『ピエール・クロソウスキー　伝達のドラマトゥルギー』 左右社「流動する人文学」、2014年